# Dido abandonada (Ristori)
Didone abbandonata es una cantata italiana de fecha incierta (1748-1759), compuesta musicalmente por Giovanni Alberto Ristori (1692-1753) y el texto dramático por María Antonia Walpurgis (1724-1780), princesa de Sajonia y conocida como Ermelinda Talea. El título también se conoce originalmente como: Didone abbandonata. Componiendo Dramatico di Ermelinda Talea. Pastorella Arcade. La Musica è di Giovanni Alberto Ristori. Dresde 1748.

Partitura manuscrita de Didone abbandonata

Esta pieza musical está basada en la ópera con el libreto original de Pietro Metastasio, escrito en 1724 para el compositor Domenico Sarro. Posteriormente fue utilizado por otros compositores. Esta versión se estrenó en Covent Garden, Londres, el 13 de abril de 1737. 
Actualmente se encuentra en la colección de la Königl Bibliothek en Dresde, lugar original de composición.

## Forma cantata
Esta pieza musical se rige por la forma cantata, ya que es una forma vocal característica del Barroco, con temática dramática y no representada, si bien es cierto que inicialmente surge como forma musical profana para ser interpretada en los salones de la aristocracia.

## Estructura e instrumentación de la pieza
Esta composición fue escrita para una voz soprano y un conjunto de cámara con los siguientes instrumentos: violín I, violín II, viola y violonchelo, o bien, para oboe I y II y fagot. Se divide en cinco partes:
I. Marcia. Introducción instrumental en Do mayor. 
II. Recitativo. Dunque il perfido Enea. En Sol mayor. 
III. Lento. Aria. Quante volte in dolci accenti. En Sol Mayor. 
IV. Recitativo. Ma qual raggio mi scorge. El Sol menor. 
V. Aria. Contro di te sdegnati. Allegro en Do mayor. 

## Sobre la música de Ristori
Actualmente se dispone de muy poca información sobre la música de Ristori. Pero llegó a ser un gran compositor, que incluso fue recompensado por Augusto III en 1750 por sus años de servicio concibiéndole un puesto de compositor de iglesia bajo el compositor Hasse. 
Cuando Ristori murió, al año siguiente, a su viuda dieron una compensación de dinero y este fue dado para la colección de las propias partituras de Ristori, algunas de las cuales fueron perdidas en el bombardeo de Dresde en 1760 y muchas otras durante la II Guerra Mundial. Una representación de Arianna en la corte de Dresde en 1756 fue la última puesta en escena sabida de un trabajo teatral por Ristori en el siglo XVIII.
La pérdida de la música de Ristori representa un trabajo infravalorado y, por tanto, que una evaluación exacta de su estilo musical es apenas posible. Sin embargo, algunas fuentes supervivientes revelan la competencia notable en todos los géneros de su época, excepto la música instrumental, de la cual escribió poco. 
Sus mejores trabajos son sus cantatas de cámara y sus grandes obras sacras, que contienen complejidades de contrapunto más allá de aquellos de los trabajos de Hasse.